# RKSV Sittardia in het seizoen 1955/56
Het seizoen 1955/1956 was het tweede jaar in het bestaan van de Sittardse betaaldvoetbalclub Sittardia. De club kwam uit in de Hoofdklasse B en eindigde daarin op de 11e plaats, dit betekende dat de club degradeerde naar de Eerste divisie.

## Wedstrijdstatistieken

### Hoofdklasse B
|       | Alkmaar '54 | BVV   | D.F.C. | EDO   | Elinkwijk | Emma  | Sportclub Enschede | Feijenoord | De Graafschap | GVAV  | MVV   | PSV   | Rapid JC | SHS   | SVV   | De Volewijckers | Willem II |
| ----- | ----------- | ----- | ------ | ----- | --------- | ----- | ------------------ | ---------- | ------------- | ----- | ----- | ----- | -------- | ----- | ----- | --------------- | --------- |
| Thuis | 0 – 0       | 1 – 3 | 3 – 2  | 3 – 1 | 1 – 1     | 2 – 2 | 1 – 2              | 2 – 4      | 2 – 2         | 3 – 2 | 0 – 4 | 2 – 2 | 3 – 2    | 0 – 0 | 4 – 3 | 3 – 2           | 1 – 0     |
| Uit   | 1 – 1       | 1 – 0 | 0 – 0  | 1 – 3 | 3 – 0     | 1 – 4 | 6 – 1              | 3 – 1      | 3 – 3         | 3 – 1 | 2 – 3 | 5 – 0 | 4 – 2    | 4 – 3 | 4 – 2 | 4 – 5           | 0 – 3     |

## Statistieken Sittardia 1955/1956

### Eindstand Sittardia in de Nederlandse Hoofdklasse B 1955 / 1956
| Stand | Gespeeld | Gewonnen | Gelijk | Verloren | Punten | Doelpunten voor | Doelpunten tegen |
| ----- | -------- | -------- | ------ | -------- | ------ | --------------- | ---------------- |
| 11e   | 34       | 12       | 9      | 13       | 33     | 63              | 77               |

### Topscorers
| Competitie \| # \| Naam \| \| \| ---------------- \| ------------------ \| -- \| \| 1. \| Harie Ehlen \| 23 \| \| 2. \| Gerard Gruisen \| 7 \| \| 2. \| Jan van den Heuvel \| 7 \| \| 4. \| Antoine Gardier \| 6 \| \| 5. \| Sef Dieteren \| 4 \| \| 5. \| Willy Erkens \| 4 \| \| 7. \| Frans Ververs \| 3 \| \| 8. \| Gerard Rumpen \| 2 \| \| 8. \| Math Schmeitz \| 2 \| \| 10. \| Harry Brüll \| 1 \| \| Eigen doelpunten \| \| \| \| – \| Jef Dresens (MVV) \| 1 \| \| – \| Herman Wink (SVV) \| 1 \| \| Totaal \| Totaal \| 63 \| |                    |      |
| # | Naam               | Goal |
| 1. | Harie Ehlen        | 23   |
| 2. | Gerard Gruisen     | 7    |
| 2. | Jan van den Heuvel | 7    |
| 4. | Antoine Gardier    | 6    |
| 5. | Sef Dieteren       | 4    |
| 5. | Willy Erkens       | 4    |
| 7. | Frans Ververs      | 3    |
| 8. | Gerard Rumpen      | 2    |
| 8. | Math Schmeitz      | 2    |
| 10. | Harry Brüll        | 1    |
| Eigen doelpunten |                    |      |
| – | Jef Dresens (MVV)  | 1    |
| – | Herman Wink (SVV)  | 1    |
| Totaal | Totaal             | 63   |